# Virac, Tarn
Virac är en kommun i departementet Tarn i regionen Occitanien i södra Frankrike. Kommunen ligger i kantonen Monestiés som tillhör arrondissementet Albi. År 2022 hade Virac 252 invånare.

## Befolkningsutveckling
Antalet invånare i kommunen Virac
| Referens: INSEE |